# Pierrette Louin
Pour les articles homonymes, voir Louin (homonymie).
Pierrette Denise Louin (1er octobre 1920 - 18 janvier 1945) était une héroïne française de la Seconde Guerre mondiale. Elle a servi dans le cadre des opérations spéciales et a été exécutée par le gouvernement nazi,.

## Biographie
Elle est née à Oran, en Algérie, où elle a rejoint le Corps féminin des transmissions mis sur pied par le général Lucien Merlin, surnommé les « Merlinettes ». Avec ses camarades Eugénie Djendi, Marie-Louise Cloarec et Suzanne Mertzizen, elle est envoyée en formation à Staouéli, près d'Alger. 
Quand un appel a été lancé pour les spécialistes de la radio, les quatre femmes se portent volontaires. Elles sont alors envoyées à Londres pour poursuivre leur formation en tant que radio.  À Saint Albans et à Manchester, elles se perfectionnent en parachutisme, en gestion des explosifs, dans le combat sans armes et dans la transmission radio. Pierrette reçoit des faux papiers au nom de Pierrette Salinas (du nom de jeune fille de sa mère) et se prépare à être renvoyée en France en tant qu'opérateur de réseau sans fil par résistance. 
Pierrette Louin est parachutée de nuit le 6 avril 1944 dans la région de Limoges avec Marie-Louise Cloarec, Suzanne Mertzizen et deux autres. Elles se rendent ensuite à Paris chez un cousin de Louin.  
Le 27 avril, elles sont arrêtées et interrogées par la Gestapo avant d'être envoyées le 11 août 1944 de Paris au camp de concentration de Ravensbrück (convoi I.262). Elles y retrouvent leur camarade Eugénie Djendi. Après que leurs demandes de transfert dans un camp de prisonniers de guerre aient été rejetées, les quatre femmes sont exécutées par peloton d'exécution le 18 janvier 1945 et leurs corps brûlés et enterrés dans la forêt voisine.

## Distinctions

### Décorations
Pierrette Louin a reçu à titre posthume les décorations suivantes :
- Chevalier de la Légion d'honneur (1958)
- Croix de guerre 1939–1945, palme de bronze
- Médaille de la Résistance française (décret du 31 mars 1947)

### Reconnaissance
- Morte pour la France

## Hommages
- Elle est commémorée avec ses camarades sur le Mémorial Tempsford dans le Bedfordshire[3]
- Une rue de Toulouse a été nommée en son honneur.